# جوليا رستوين رويتفيلد
جوليا رستوين رويتفيلد (بالفرنسية: Julia Restoin Roitfeld)‏ (من مواليد 12 نوفمبر 1980) مخرجة وعارضة فرنسية ومقرها في مدينة نيويورك. هي ابنة كارين رويتفيلد وكريستيان ريستوين.

## حياتها الشخصية
كان روزفلد على علاقة طويلة الأمد مع عارضة الأزياء السويدي روبرت كونييتش. في مايو 2012 ، أعلن الزوجان ولادة ابنتهما رومي. من بين أصدقائها ريكاردو تيسكي ولارا ستون وهيلينا كريستنسن. شقيقها الأصغر هو تاجر الفن فلاديمير رستوين رويتفيلد.